# Браславский, Игорь Иосифович
Игорь Иосифович Браславский (7 декабря 1958, Москва — 17 июля 2018, там же) — советский композитор, певец, деятель культуры. Лауреат Международного конкурса в Сопоте (1992). Заслуженный артист Российской Федерации (1999). Лауреат Премии Правительства Москвы. Солист группы «Доктор Ватсон» (1994—2004).

## Биография
Игорь Браславский родился 7 декабря 1958 года в Москве. Учился в Центральной музыкальной школе при Московской консерватории им. П. И. Чайковского по классу валторны. Окончил Московское музыкальное училище имени Ипполитова-Иванова. Работал в ВИА «Вдохновение», «Фантазия», «Надежда», «Кинематограф», «Голубые гитары», в театре «Музыка» под руководством Игоря Гранова. С 1994 по 2004 годы — солист группы «Доктор Ватсон».
Автор гимна к Всемирным юношеским играм, которые прошли в Москве в 1998 году. Автор музыки к кинокомедии «Святое дело» 2007 год.

## Личная жизнь
Был женат. Супруга — Ирина. Она поддерживала его все годы борьбы с онкологией. 

## Фильмография
- 2007 — Улицы разбитых фонарей-8 - эпизод
- 2007 — Святое дело (композитор)
- 2017 — Золотце (композитор)
- 2019 — Большой артист (композитор)

## Болезнь и смерть
Скончался 17 июля 2018 года от онкологического заболевания.

## Награды и звания
- 1992 — Гран-при Международного музыкального фестиваля песни в Сопоте
- 1999 — заслуженный артист России — за заслуги в области искусства[1].